# Crítica de la economía política
La crítica de la economía política o crítica de la economía es una crítica que cuestiona el objeto mismo de la economía y, por lo tanto, rechaza los axiomas, las instituciones y las categorías sociales, las abstracciones y todo el paradigma de lo que generalmente se denomina «la economía».
Los críticos de la economía tienden a estar de acuerdo en que las prácticas, los supuestos y los conceptos que son comunes dentro del campo de la economía no son científicos. Afirman, a su vez, que estos fenómenos son más bien el producto de prácticas sociales y normativas, más que el resultado de una ley autoevidente. Para los críticos de la economía política, lo que se suele llamar «la economía» no es más que un conjunto de conceptos metafísicos y prácticas sociales.

## La crítica de Marx a la economía política

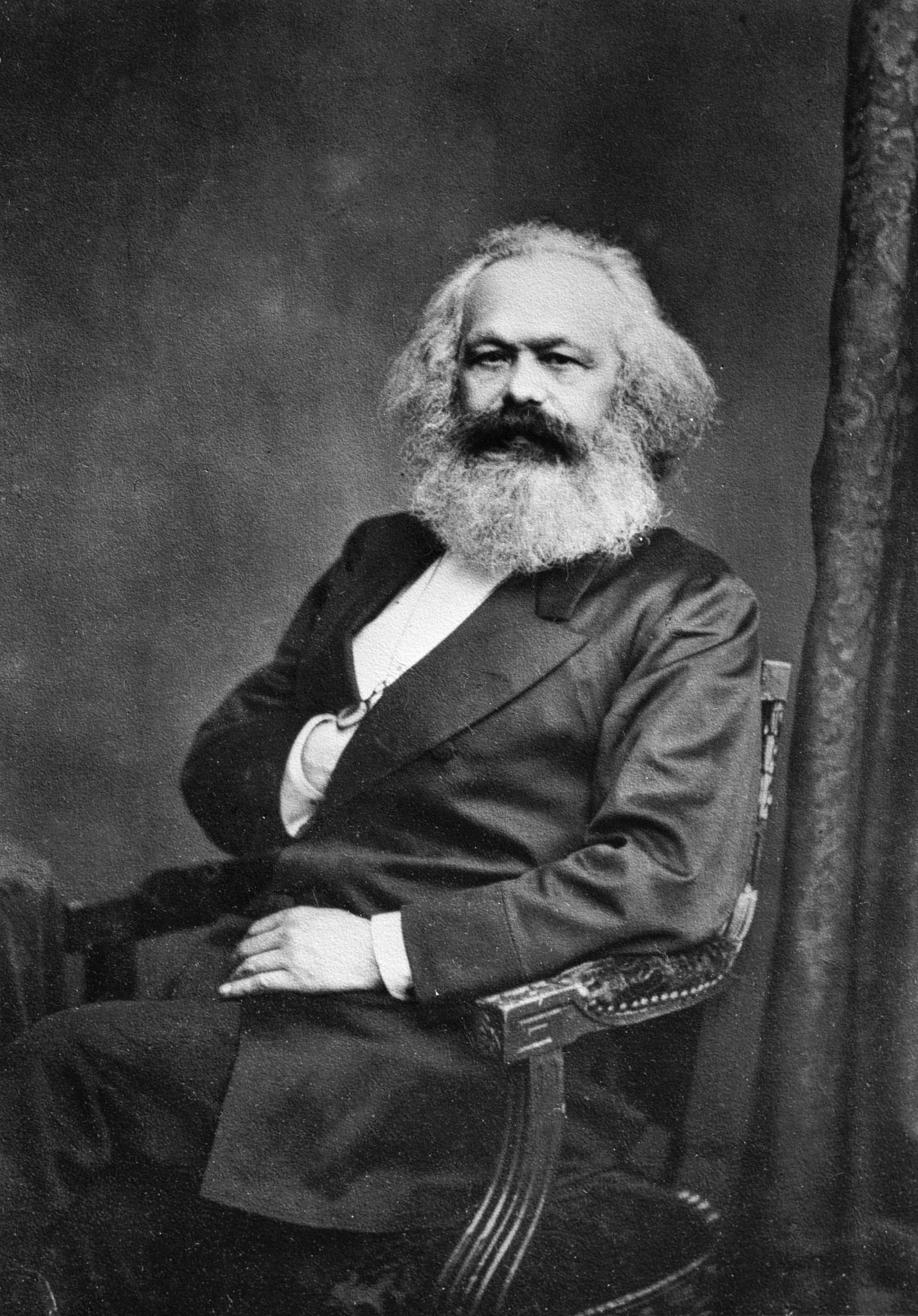
Karl Marx.

Karl Marx es probablemente el crítico más famoso de la economía política. La crítica de Marx a la economía política abarca el estudio y la exposición del modo de producción y la ideología de la sociedad burguesa. Abarca también la crítica al proceso de «abstracción real» (en alemán Realabstraktion) de las categorías económicas y sociales que están dentro de lo que Marx denomina modo de producción capitalista. Marx se preocupó por levantar el «velo ideológico» superficial de esta sociedad. Con esto, pretendió exponer las normas, axiomas, prácticas sociales, instituciones, etc. que reprodujo el capital.
Las principales obras donde Marx expone esta crítica son los Grundrisse, la Contribución a la crítica de la economía política y El capital.

### Principales conceptos
En su crítica, Marx parte de una serie de axiomas o conceptos que fundamentan el resto de su trabajo:
- El trabajo asalariado y el capital son formas históricamente específicas de relaciones sociales, y el trabajo no es la fuente de toda riqueza.[5]
- El trabajo asalariado es la otra cara de la misma moneda que el capital. El trabajo asalariado presupone el capital y el capital presupone el trabajo asalariado.[5]
- Al igual que otras categorías de la economía, el dinero no es de ninguna manera algo transhistórico o «natural». Adquiere su valor debido a las relaciones sociales más que a cualquier cualidad inherente.[5]
- El individuo no existe aislado, sino que está enredado en las relaciones sociales.[6]

### Economistas: pensamiento religioso y ahistórico
Marx describió la visión de los economistas de su época sobre los fenómenos sociales como poco científica. 

«Los economistas razonan de singular manera. Para ellos no hay más que dos clases de instituciones: las unas, artificiales, y las otras, naturales. Las instituciones del feudalismo son artificiales, y las de la burguesía son naturales. En esto los economistas se parecen a los teólogos, que a su vez establecen dos clases de religiones. Toda religión extraña es pura invención humana, mientras que su propia religión es una emanación de Dios. Al decir que las actuales relaciones —las de la producción burguesa— son naturales, los economistas dan a entender que se trata precisamente de unas relaciones bajo las cuales se crea la riqueza y se desarrollan las fuerzas productivas de acuerdo con las leyes de la naturaleza. Por consiguiente, estas relaciones son en si leyes naturales, independientes de la influencia del tiempo. Son leyes eternas que deben regir siempre la sociedad. De modo que hasta ahora ha habido historia, pero ahora ya no la hay. Ha habido historia porque ha habido instituciones feudales y porque en estas instituciones feudales nos encontramos con unas relaciones de producción completamente diferentes de las relaciones de producción de la sociedad burguesa, que los economistas quieren hacer pasar por naturales y, por tanto, eternas.»
 Karl Marx, Miseria de la filosofía.

Según el filósofo francés Jacques Rancière, Marx entendió algo que los economistas no reconocieron, a saber, que la forma de valor no es algo esencial, sino simplemente una parte del modo de producción capitalista.